# Улица Дегтярёва (Ломоносов)
Улица Дегтярёва — улица в городе Ломоносове Петродворцового района Санкт-Петербурга. Проходит от Александровской улицы до Краснопрудской улицы (фактически прерывается за Загородной улицей у дома 27).

## История
Первоначально называлась Лесно́й улицей. Этот топоним появился в начале 1860-х годов, а официально был присвоен 27 февраля 1869 года. Связан с тем, что улица вела к лесному массиву.
В 1954 году улицу переименовали в улицу Дегтярёва в честь русского конструктора стрелкового оружия В. А. Дегтярёва, служившего в 1901—1908 годах в Ораниенбаумской офицерской стрелковой школе и жившего поблизости (в доме на Иликовском проспекте, 24б — на этом доме сейчас установлена мемориальная доска).

## Застройка
- дом 1/7 — школа № 429

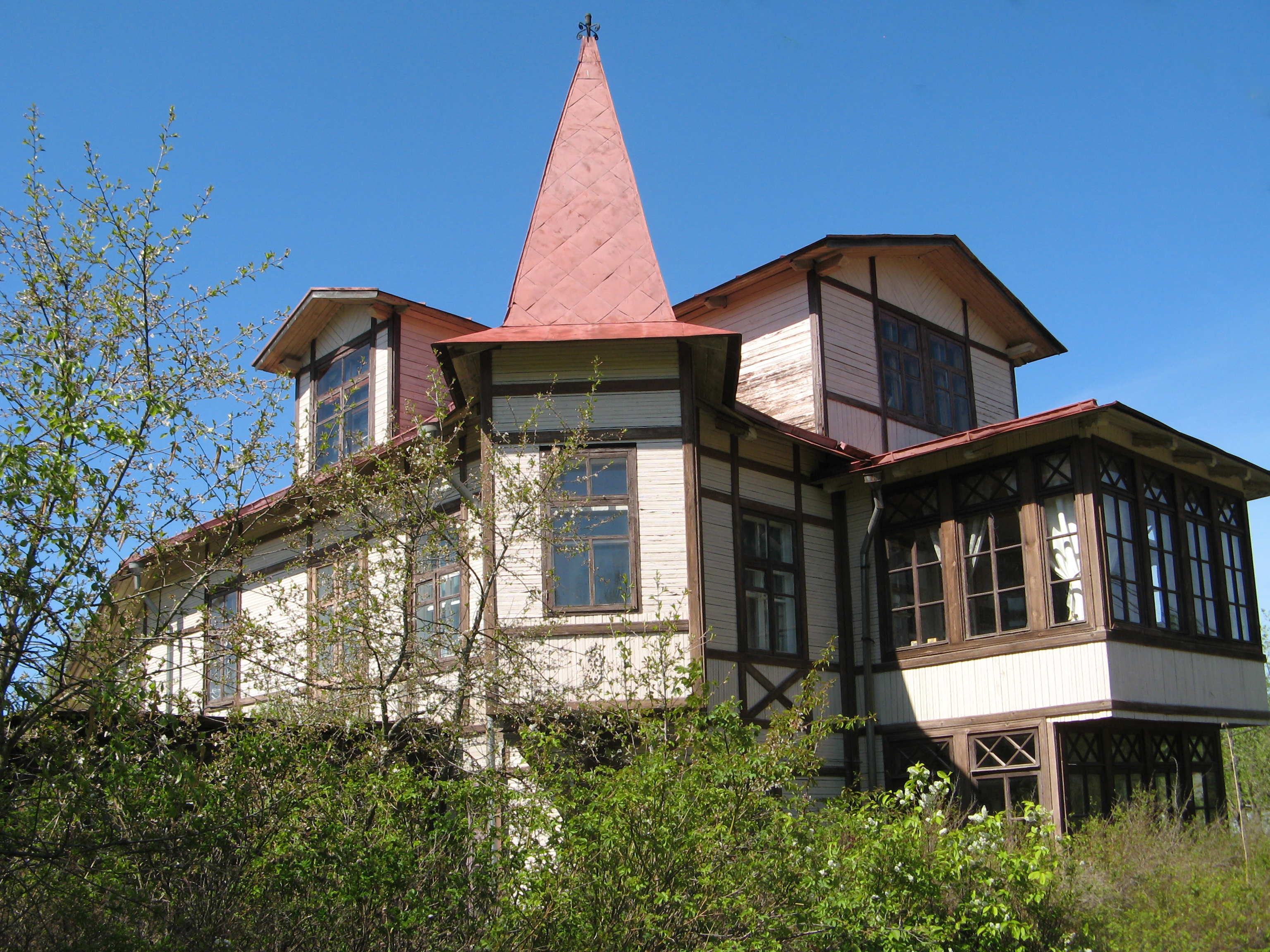
Дом № 21 по улице Дегтярёва

- дом 21 — дача (конец XIX — начало XX в.; объект культурного наследия регионального значения[4])
- дом 25 — жилой дом (1959[5])
- дом 27 — жилой дом (1958[5])

## Перекрёстки
- Александровская улица
- Швейцарская улица
- Парковый переулок
- Загородная улица